# 후타카와정
후타카와정(일본어: 二川町)은 일본 히로시마현 아키군에 있던 정이다. 현재의 구레시의 일부에 해당한다.

## 역사
- 1889년 4월 1일 - 정촌제 시행에 의해 아키군 후타카와촌이 성립하였다.
- 1902년
  - 4월 1일 - 정으로 승격해 후타카와정이 되었다.
  - 10월 1일 - 아키군 야마다촌, 와쇼정, 미야하라정과 합병, 시로 승격해 구레시를 신설하고 폐지되었다.

## 참고문헌
- 角川日本地名大辞典 34 広島県
- 『市町村名変遷辞典』東京堂出版、1990年。